# Kostolná pri Dunaji
Kostolná pri Dunaji es un municipio del distrito de Senec en la región de Bratislava, Eslovaquia, con una población estimada a final del año 2024 de 901 habitantes.
Se encuentra ubicado al sureste de la región, en el valle del río Morava y cerca de la frontera con la región de región de Trnava y con Austria.

## Demografía
| Año        | 1994 | 2004    | 2014     | 2024     |
| ---------- | ---- | ------- | -------- | -------- |
| Población  | 466  | 470     | 592      | 901      |
| Diferencia |      | +0,85 % | +25,95 % | +52,19 % |

| Año        | 2023 | 2024    |
| ---------- | ---- | ------- |
| Población  | 873  | 901     |
| Diferencia |      | +3,20 % |